# The Last Dance (série télévisée)
Pour l’article homonyme, voir The Last Dance.
The Last Dance est une mini-série documentaire sportive américaine sortie en 2020 consacrée à l'équipe de basket-ball américaine des Bulls de Chicago lors de la saison 1997-1998 et à sa star Michael Jordan. La mini-série est composée de dix épisodes et a été annoncée par ESPN en 2018 avec une bande-annonce officielle publiée le 24 décembre 2019 sur YouTube. Les deux premiers épisodes sont diffusés à partir du 19 avril 2020 aux États-Unis via la chaîne ESPN et du 20 avril 2020 en Europe via la plateforme de vidéo à la demande Netflix,.

## Synopsis
Ce docu-série alternant images inédites et archives retrace la carrière de Michael Jordan et l'histoire des Bulls de Chicago dans les années 1980-1990 au travers de la saison de NBA 1997-1998.

## Interviews
Voici la liste des 90 personnes interviewées au cours du documentaire, ordonné par le temps d'antenne :
| - Michael Jordan (VF : Thierry Desroses) - Steve Kerr (VF : David Krüger) - Phil Jackson (VF : Michel Vigné) - Scottie Pippen - Jerry Reinsdorf (VF : Patrick Préjean) - David Aldridge (VF : David Krüger) - Dennis Rodman (VF : Bruno Dubernat) - B. J. Armstrong - Mark Vancil (VF : Bernard Lanneau) - Reggie Miller - Michael Wilbon - Andrea Kremer - John Paxson - Sam Smith - Horace Grant |  | - Rick Telander - Ahmad Rashad - Tim Grover - Rod Thorn - Deloris Jordan (VF : Maïk Darah) - Bill Wennington - Doug Collins - David Falk - Isiah Thomas - Magic Johnson - Toni Kukoč - Will Perdue - Barack Obama (VF : Bruno Dubernat) - J. A. Adande (VF : Vincent Violette) - George Koehler |  | - Brian McIntyre (VF : Bernard Lanneau) - Bob Costas - Todd Boyd - Larry Bird (VF : Michel Prud'homme) - John Salley - Gary Payton - David Stern (VF : Michel Prud'homme) - Ann Kerr - James Worthy - Joe O'Neil - Roy Johnson - Chip Schaefer - Kobe Bryant - Tim Hallam - Jalen Rose |  | - Charley Rosen - Charles Barkley - John Stockton - Roy Williams - Tisher Lett - Willow Bay - Carmen Electra - Bill Cartwright - Jud Buechler - Jim Stack (VF : Denis Boileau) - Mike Barnett - Scott Burrell - Terry Francona - Brendan Malone - Danny Ainge |  | - Howard White - Melissa Isaacson - Ronnie Martin - Rod Higgins - Glen Rice - Patrick Ewing - Ronnie Jordan - Hannah Storm - Steve East - Larry Jordan - Billy Pippen - Fred Lynch - Buzz Peterson - Sidney Moncrief - Nas |  | - Ron Harper - John A. Hefferon - Bill Clinton - Pat Riley - Adam Silver - Marcus Jordan - Joe Kleine - Charles Oakley - Jasmine Jordan - Justin Timberlake - Billy Packer - Ron Coley - Joe Pytka - Kevin Loughery - Jeffrey Jordan |

## Épisodes
| № | Titre        | Réalisation | Première diffusion                                                    | Durée (en minutes) |
| --- | ------------ | ----------- | --------------------------------------------------------------------- | ------------------ |
| 1 | Episode I    | Jason Hehir | États-Unis : 19 avril 2020 sur ESPN Monde : 20 avril 2020 sur Netflix | 50                 |
| « Retour sur les années universitaires et les premiers pas dans la NBA de Michael Jordan. Les Bulls de Chicago s'envolent pour Paris alors que la tension monte avec leur directeur, Jerry Krause. » |              |             |                                                                       |                    |
| 2 | Episode II   | Jason Hehir | États-Unis : 19 avril 2020 sur ESPN Monde : 20 avril 2020 sur Netflix | 50                 |
| Cette section est vide, insuffisamment détaillée ou incomplète. Votre aide est la bienvenue ! Comment faire ?                                                                                        |              |             |                                                                       |                    |
| 3 | Episode III  | Jason Hehir | États-Unis : 25 avril 2020 sur ESPN Monde : 26 avril 2020 sur Netflix | 48                 |
| « L'attitude et l'énergie de Dennis Rodman aident l'équipe à gagner, mais créent des tensions hors du terrain. Les Bulls tentent tant bien que mal de vaincre les Pistons de Détroit. »              |              |             |                                                                       |                    |
| 4 | Episode IV   | Jason Hehir | États-Unis : 25 avril 2020 sur ESPN Monde : 26 avril 2020 sur Netflix | 50                 |
| « L'état d'esprit singulier de Phil Jackson permet aux Bulls d'entrer dans la cour des grands. Après avoir renversé son adversaire, l'équipe rêve d'un titre de champion NBA. »                      |              |             |                                                                       |                    |
| 5 | Episode V    | Jason Hehir | États-Unis : 3 mai 2020 sur ESPN Monde : 4 mai 2020 sur Netflix       | 50                 |
| Des chaussures à son nom aux publicités à son effigie en passant par la finale de NBA 1992 et les jeux olympiques : MJ entre dans la légende.                                                        |              |             |                                                                       |                    |
| 6 | Episode VI   | Jason Hehir | États-Unis : 3 mai 2020 sur ESPN Monde : 4 mai 2020 sur Netflix       | 49                 |
| Cette section est vide, insuffisamment détaillée ou incomplète. Votre aide est la bienvenue ! Comment faire ?                                                                                        |              |             |                                                                       |                    |
| 7 | Episode VII  | Jason Hehir | États-Unis : 10 mai 2020 sur ESPN Monde : 11 mai 2020 sur Netflix     | 50                 |
| « Anéanti par la mort de son père, Michael Jordan, épuisé, prend sa retraite en 1993 et se met au baseball. Scottie joue désormais un rôle de premier plan chez les Bulls. »                         |              |             |                                                                       |                    |
| 8 | Episode VIII | Jason Hehir | États-Unis : 10 mai 2020 sur ESPN Monde : 11 mai 2020 sur Netflix     | 50                 |
| Cette section est vide, insuffisamment détaillée ou incomplète. Votre aide est la bienvenue ! Comment faire ?                                                                                        |              |             |                                                                       |                    |
| 9 | Episode IX   | Jason Hehir | États-Unis 17 mai 2020 ESPN Monde 18 mai 2020 Netflix                 | 50                 |
| Cette section est vide, insuffisamment détaillée ou incomplète. Votre aide est la bienvenue ! Comment faire ?                                                                                        |              |             |                                                                       |                    |
| 10 | Episode X    | Jason Hehir | États-Unis 17 mai 2020 ESPN Monde 18 mai 2020 Netflix                 | 51                 |
| Cette section est vide, insuffisamment détaillée ou incomplète. Votre aide est la bienvenue ! Comment faire ?                                                                                        |              |             |                                                                       |                    |